# International Accounting Standard 17
IAS 17 ("Leasingverhältnisse", im englischen Original: "Leases") regelt innerhalb der International Financial Reporting Standards die bilanzielle Behandlung von Leasingverhältnissen. Der Standard wurde 1982 veröffentlicht und war erstmals auf Geschäftsjahre anzuwenden, die nach dem 1. Januar 1984 begannen. Für Geschäftsjahre ab dem 1. Januar 2019 wird er durch den neuen IFRS 16 ersetzt.

## Zielsetzung
Das International Accounting Standards Board (IASB) definiert als Zielsetzung des Standards, Leasinggebern und Leasingnehmern sachgerechte Rechnungslegungsmethoden und Angabepflichten im Zusammenhang mit der Bilanzierung von Leasingverhältnissen vorzuschreiben (Paragraph 1).

## Anwendungsbereich
IAS 17 ist gemäß IAS 17.2 grundsätzlich auf die Bilanzierung aller Leasingverhältnisse anzuwenden. Abweichend vom Grundsatz ist der Standard nicht auf Leasingverhältnisse anzuwenden, welche Bodenschätze (IFRS 6) oder bestimmte Lizenzvereinbarungen zum Gegenstand haben.
IAS 17 ist grundsätzlich auch auf Leasingverhältnisse über als Finanzinvestitionen gehaltene Immobilien (IAS 40 Investment Property) sowie auf Leasingverhältnisse über biologische Vermögenswerte (IAS 41 Biological Assets) anzuwenden. Die Bewertung dieser Vermögenswerte erfolgt jedoch gemäß IAS 40 bzw. IAS 41. Der Hintergrund ist hier, dass beide Standards für die Folgebewertung eine Bilanzierung nach der Full-Fair-Value-Methode vorsehen, welche vom IASB grundsätzlich favorisiert wird.

## Der Begriff des Leasingverhältnisses
Ein Leasingverhältnis ist in IAS 17.4 definiert als Vereinbarung, bei der der Leasinggeber dem Leasingnehmer gegen eine Zahlung oder eine Reihe von Zahlungen das Recht auf Nutzung eines Vermögenswertes (asset) für einen vereinbarten Zeitraum überträgt.

## Klassifizierung von Leasingverhältnissen
IAS 17 unterscheidet zwischen  Finanzierungs-Leasingverhältnissen und Operating-Leasingverhältnissen. Für die Klassifizierung eines Leasingverhältnisses nach IAS 17 ist nicht in erster Linie die rechtliche Gestaltung des Vertragsverhältnisses von Bedeutung, sondern der wirtschaftliche Gehalt (Grundsatz der wirtschaftlichen Betrachtungsweise – substance over form).
Wesentlich für das Verständnis der Klassifizierungsvorschriften sind die Bemühungen des IASB, die Spielräume für  bilanzpolitische Gestaltungsmaßnahmen, die im Hinblick auf die Leasingbilanzierung ein besonderes Problem darstellen, möglichst einzuengen. Leasingnehmer sind  aus Gründen der Verbesserung des Bilanzbildes meist bestrebt, Leasingobjekte und -schulden aus der Bilanz auszulagern (Off-Balance-Sheet-Status). Dies kann dazu führen, dass Informationen, die für Bilanzadressaten relevant sind, im Jahresabschluss nicht gezeigt werden. Da dies den Grundsätzen der IFRS widerspricht, ist das IASB bestrebt, wirtschaftlich nicht gerechtfertigte Off-Balance-Sheet-Gestaltungen durch entsprechende Bilanzierungsvorschriften zu unterbinden.
Um eine den tatsächlichen Verhältnissen entsprechende bilanzielle Abbildung von Leasingverhältnissen zu erreichen, verfolgt das IASB bei der Leasingbilanzierung einen Risk-and-Reward-Ansatz, d. h. maßgeblich für die Klassifizierung als Finanzierungsleasing oder Operating Leasing ist die Verteilung der mit diesen verbundenen Chancen und Risiken.

### Finanzierungsleasing
Beim Finanzierungsleasing im Sinne des Standards werden im Wesentlichen alle mit dem Eigentum verbundenen Risiken und Chancen des Leasingobjekts an den Leasingnehmer übertragen werden. Dabei kann letztendlich das Eigentumsrecht übertragen werden oder nicht. (IAS 17.4) Das Finanzierungsleasing im Sinne von IAS 17 entspricht somit nicht einem Mietvertrag, sondern es lässt sich eher als Kauffinanzierung interpretieren.

### Operating Leasing
Als Operating Lease wird jedes Leasingverhältnis definiert, bei dem es sich nicht um ein Finanzierungsleasing handelt. Der wichtigste Unterschied zum Finanzierungsleasing besteht darin, dass die wesentlichen Chancen und Risiken im Zusammenhang mit der Nutzung des Vermögenswertes beim Leasinggeber verbleiben.

## Bilanzierung von Leasingverhältnissen

### Finanzierungsleasing

#### Bilanzierung beim Leasinggeber
Leasinggeber haben bei Vorliegen eines Finanzierungsleasings in ihrer Bilanz eine Forderung in Höhe des Nettoinvestitionswertes aus dem Leasingverhältnis zu aktivieren. Die ausstehenden Leasingzahlungen werden vom Leasinggeber als Kapitalrückzahlung und Finanzertrag behandelt.
Während der Vertragslaufzeit müssen die beim Leasinggeber entstehenden Finanzerträge gemäß dem Grundsatz der periodengerechten Erfolgsabgrenzung auf einer planmäßigen und vernünftigen Grundlage verteilt werden. Hierbei ist so vorzugehen, dass die Erfassung der Finanzerträge eine konstante periodische Verzinsung der Nettoinvestition des Leasinggebers in das Leasingverhältnis widerspiegelt.

#### Bilanzierung beim Leasingnehmer
Zu Beginn der Laufzeit des Leasingverhältnisses hat der Leasingnehmer das Leasingverhältnis als Vermögenswerte und Schulden in gleicher Höhe in der Bilanz anzusetzen. Eine Saldierung ist nicht möglich. Die Schulden setzen sich zusammen aus den künftigen, aus dem Leasingvertrag resultierenden Zahlungsverpflichtungen des Leasingnehmers. Die Bewertung des Vermögenswerts bzw. der Schulden erfolgt entweder mit dem beizulegenden Zeitwert des Leasinggegenstandes oder mit dem Barwert der Mindestleasingzahlungen, sofern dieser Wert niedriger ist.
Im Rahmen der Folgebewertung sind die Mindestleasingzahlungen in die Finanzierungskosten und den Tilgungsanteil der Restschuld aufzugliedern. Die Finanzierungskosten werden so über die Laufzeit des Leasingverhältnisses verteilt, dass über die Perioden ein konstanter Zinssatz auf die verbliebene Schuld entsteht. Bedingte Mietzahlungen werden in der Periode, in der sie anfallen, als Aufwand erfasst.  Weiterhin sind bei der Folgebewertung die üblichen Grundsätze hinsichtlich der planmäßigen (z. B. nach IAS 16) und außerplanmäßigen Abschreibung (IAS 36) zu beachten.

### Operating Leasing

#### Bilanzierung beim Leasinggeber
Da der Leasinggeber bei Operating-Leasingverhältnissen rechtlicher und wirtschaftlicher Eigentümer der Leasingobjekte ist, hat der Leasinggeber die Leasingobjekte in seiner Bilanz zu aktivieren. Die Bewertung beim erstmaligen Ansatz erfolgt zu Anschaffungs- oder Herstellungskosten.
Nach dem erstmaligen Ansatz sind die in der Bilanz aktivierten Leasingobjekte entsprechend den üblichen Grundsätzen planmäßig und ggf. außerplanmäßig abzuschreiben.  Die Leasingerträge sind linear über die Vertragslaufzeit in der GuV zu erfassen, es sei denn, eine andere Verteilung entspricht eher dem zeitlichen Nutzenverlauf.  Die tatsächliche Höhe und zeitliche Verteilung der Einnahmen spielt für die Erfassung als Erträge grds. keine Rolle.

#### Bilanzierung beim Leasingnehmer
Da beim Operating Leasing der Leasingnehmer in der Position eines bloßen Mieters ist, beschränkt sich die Abbildung des Leasingverhältnisses in dessen Jahresabschluss auf die Erfassung der Leasingraten in der Erfolgsrechnung.  Die Leasingraten sind als Aufwand linear über die Laufzeit des Leasingverhältnisses zu erfassen, es sei denn, eine andere systematische Grundlage entspricht eher dem zeitlichen Verlauf des Nutzens für den Leasingnehmer.